# Hurlements 2
Série Hurlements
Hurlements
(1981) Hurlements 3
(1987)
Pour plus de détails, voir Fiche technique et Distribution.
Horror ou Hurlement II au Québec (Howling II: Stirba - Werewolf Bitch) est un film d'horreur américain réalisé par Philippe Mora, sorti en 1985. En France, il sort ensuite en vidéo sous le titre Hurlements 2, pour illustrer qu'il s'agit bien de la suite de Hurlements de Joe Dante, sorti en 1981.

## Synopsis
Ben décide de prendre contact avec un occultiste, à la suite de l'attaque de sa sœur par un loup-garou. Ensemble, ils vont aller en Transylvanie pour affronter la reine des loups-garous.

## Fiche technique
Sauf indication contraire, les informations mentionnées dans cette section peuvent être confirmées par la base de données cinématographiques IMDb,  présente dans la section « Liens externes ».
- Titre original : Howling II: Stirba - Werewolf Bitch (parfois titré Howling II: Your Sister is a Werewolf)
- Titre français : Horror puis Hurlements 2 pour la sortie en vidéo
- Titre québécois : Hurlement II
- Réalisation : Philippe Mora
- Scénario : Gary Brandner, Robert Sarno
- Musique : Stephen W. Parsons
- Pays :  États-Unis
- Durée : 91 minutes
- Genre : horreur
- Date de sortie : 
  - France : 25 août 1985
  - États-Unis : 25 décembre 1985 (sortie limitée)
  - États-Unis : Janvier 1986

## Distribution
- Christopher Lee (VF : Gabriel Cattand) : Stefan Crosscoe
- Annie McEnroe (VF : Céline Monsarrat) : Jenny Templeton
- Reb Brown (VF : Georges Poujouly) : Ben White
- Marsha A. Hunt (VF : Maïk Darah) : Mariana
- Sybil Danning (VF : Pauline Larrieu) : Stirba
- Judd Omen : Vlad
- Ferdy Mayne (VF : Claude D'Yd) : Erle

## Autour du film
- Le film fut également exploité sour un autre titre original : Howling 2 - Your Sister is a Werewolf (littéralement : Hurlements 2: Votre sœur est un loup-garou) en référence à une réplique dite par Christopher Lee dans le film.
- Bien que Gary Brandner (auteur de la trilogie écrite The Howling) soit mentionné au générique en tant que coscénariste, ce film n'est pas du tout une adaptation de son propre roman Howling II.
- Bien que faisant directement référence la scène finale du premier opus de la saga, la séquence aperçue furtivement sur un écran de télévision n'est pas extraite du film de Joe Dante. Elle fut tout spécialement refaite pour les besoins du film.
- D'abord discrètement exploité en salles françaises sous le titre vague de Horror, le film fut ultérieurement sorti en vidéo sous celui plus légitime de Hurlements 2, sous lequel il reste le plus notoire.
- Le film regroupe pas moins de trois vétérans des studios anglais Hammer, puisqu'à Christopher Lee, s'ajoutent Marsha A. Hunt, sa partenaire de Dracula 73, et Ferdy Mayne (Les Passions des vampires).
- Christopher Lee retrouve également Reb Brown, son partenaire du téléfilm de Captain America 2, et Sybil Danning, celle de les Trois Mousquetaires (1973), On l'appelait Milady (1974) et Le Souffle de la mort (1976).
- Lors de sa participation à Gremlins 2, Christopher Lee n'aura de cesse de s'excuser auprès du réalisateur Joe Dante (réalisateur du premier Hurlements) pour avoir  participé à cette suite.
- Le film fut très mal accueilli par les critiques et figure sur la chronique de Nanarland.
- Le fameux générique de fin incluant le mouvement mainte fois répété d'arrachage de bustier par Sybil Danning fut décidé en stade final de montage quand le métrage s'avéra d'abord trop court pour son exploitation. L'actrice elle-même affirma plus tard juger l'astuce par trop gratuite et tape-à-l'œil.